# 福間元道
福間 元道（ふくま もとみち）は、安土桃山時代から江戸時代前期の武将。毛利氏の家臣で、下松藩家老。父は福間元明。通称は彦三郎、彦右衛門尉、淡路。

## 生涯
元亀3年（1572年）、毛利氏家臣の福間元明の子として生まれる。
天正13年（1585年）12月13日に元服し、毛利輝元から「元」の字を賜って元良（後に元道）と名乗る。
天正14年（1586年）の九州征伐において、父・元明が戦死したことにより、その後を継いだ。
天正19年（1591年）12月13日には輝元より、「彦右衛門尉」に任じられている。
慶長8年（1603年）に毛利輝元の次男・就隆の御守御老として粟屋元相が付けられた際、奈古屋元忠、榎本元信と共に御抱守御用人となった。この時、萩藩において500石を与えられていたが、嫡男の就辰へ譲り、隠居の身分で就隆の家臣として付けられた。翌慶長9年（1604年）には就隆付きの御抱守御用人となった。
慶長10年（1605年）12月14日、同年の五郎太石事件の後に毛利氏家臣団や有力寺社の総勢820名が連署して毛利氏への忠誠や様々な取り決めを記した連署起請文において、161番目に「福万彦右衛門尉」と署名している。
元和3年（1617年）に就隆へ周防都濃郡3万石が与えられて下松藩が興った際には家老となった。
元和5年（1619年）、福島正則の改易に伴う広島城接収に際し、幕府は萩藩主・毛利秀就に出兵を命じたが、この際に毛利就隆は加勢として元道に一隊の兵を預けて広島に派遣した。
寛永16年（1639年）12月26日に死去。享年68。